# Clima subtropicale
Il clima subtropicale è un clima che si riscontra generalmente nella zona posta tra il Tropico del Cancro e i 37° di latitudine nord nell'emisfero boreale e tra il Tropico del Capricorno e i 35° di latitudine sud dell'emisfero australe.

## Definizioni

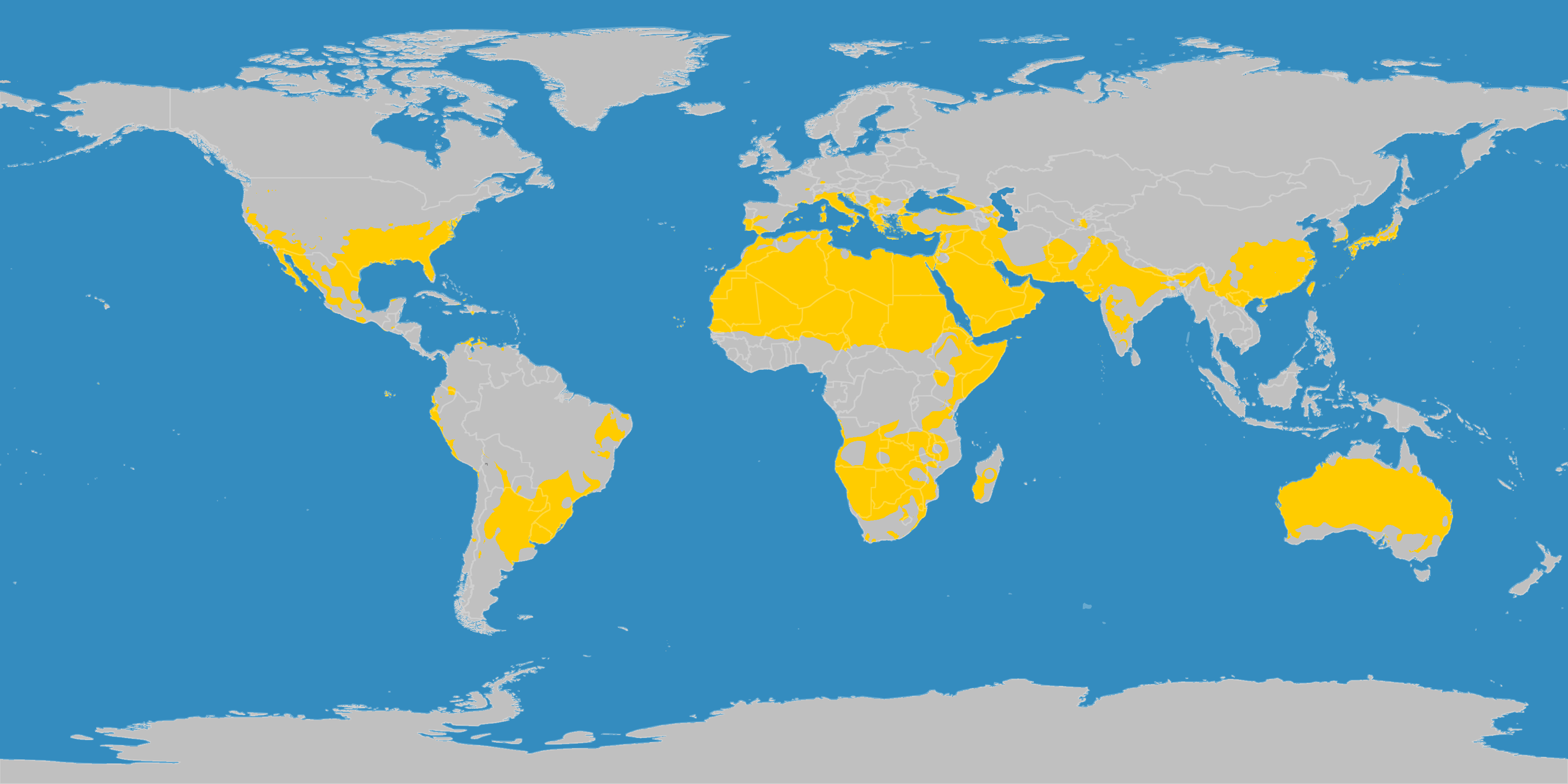
Zone del mondo a clima subtropicale secondo Troll e Paffen.

Wladimir Köppen non considerò nessun gruppo climatico come "subtropicale": l'etichetta è stata variamente applicata al clima mediterraneo (Cs) oppure a varie mescolanze di Csa e a una classe ibrida chiamata clima subtropicale umido in cui confluirebbero Cfa e Cwa (clima sinico).
Gli studiosi tedeschi Carl Troll e KH. Paffen invece considerarono il termine "subtropicale" come sinonimo di "temperato caldo" e quindi vi assegnarono sia il clima mediterraneo sia quello sinico e inoltre anche alcuni tipi di clima desertico con escursioni termiche maggiori di quelli posti nella zona torrida.
Tra i climatologi è assente una definizione univoca di "clima subtropicale": per Trewartha è un clima intermedio tra il clima tropicale e quello temperato, comprendente le zone con almeno otto mesi di temperatura media superiore a 10 °C, mentre per John F. Griffiths la temperatura media del mese più freddo deve essere superiore a 6 °C.
Secondo una classificazione climatica basata su quella di Köppen, ma modificata per includere una classe subtropicale adatta per lo studio del clima dell'Australia, gli studiosi Harvey Stern, Graham de Hoedt e Jeneanne Ernst hanno stabilito che occorre una temperatura media annua di almeno 18 °C per considerare subtropicale una classe climatica. Salvador Rivas Martínez considera subtropicale non un determinato clima, ma un insieme di bioclimi compresi tra le latitudini di 23° e 35° N e S.